# Adolf Butenandt
Adolf Friedrich Johann Butenandt (Wesermünde, 24 de março de 1903 — Munique, 18 de janeiro de 1995) foi um bioquímico alemão, membro do partido nazista. Foi agraciado com o Prêmio Nobel de Química em 1939 por "seu trabalho sobre hormônios sexuais." Inicialmente rejeitou o prêmio de acordo com a política do governo, mas o aceitou, em 1949, após a Segunda Guerra Mundial.

## Biografia
Adolf Butenandt nasceu em Bremerhaven, em 1903. Estudou na Universidade de Marburgo e na Universidade de Gotinga, onde se graduou em 1927, tendo como professor Adolf Windaus. A partir de 1931 lecionou na Universidade de Gotinga e a partir de 1933 na Escola Técnica Superior de Danzigue.
Em 1936 foi nomeado diretor do Instituto de Bioquímica de Max Planck (antes denominado Kaiser Wilhelm) em Berlim-Dahlem.
Se dedicou na pesquisa dos hormônios sexuais humanos, isolando em 1929 o estrogênio, a androsterona em 1931, a progesterona e testosterona em 1934, determinando as relações entre estes e os esteróides.
Foi condecorado com o Nobel de Química de 1939, que compartilhou com Leopold Ruzicka, devido ao seu trabalho sobre os polimetilenos e terpenos avançados. Porém o regime nacional socialista no poder não permitiu que recebesse o prêmio, o que só aconteceu em 1949.
Desde 1945 ensinou e pesquisou na Universidade de Tübingen. Posteriormente, entre 1956 e 1971, foi professor de química fisiológica na Universidade de Munique e presidente da Sociedade Max-Planck para o Progresso da Ciência entre 1960 e 1972.
Suas investigações versaram, também, sobre os hormônios e os vírus dos insetos.